# مراد رنین
مراد رنین (انگلیسی: Mourad Ranene؛ زادهٔ ۶ ژانویهٔ ۱۹۶۷) بازیکن فوتبال است.
وی همچنین در تیم ملی فوتبال تونس بازی کرده‌است.